# Neutronenautoradiografie
Die Neutronenautoradiografie ist ein bildgebendes, zerstörungsfreies Verfahren, bei dem die elementare Zusammensetzung von Objekten durch eine Neutronenaktivierung und eine anschließende Autoradiographie bestimmt werden kann. Dadurch ist die Neutronenautoradiografie eine Variante der Neutronenaktivierungsanalyse.

## Anwendungen
Durch die Neutronenautoradiographie können Gemälde, insbesondere Alter Meister, sowie die Entstehungsphasen (Skizzen, Entwürfe, Korrekturen, Malverfahren), die unter der endgültigen Malschicht verborgen sind, sichtbar gemacht werden und die darin enthaltenen Pigmente identifiziert werden.  

## Prinzip
Die zu untersuchenden Gemälde werden mit Neutronen bestrahlt, wodurch einige Atomkerne der chemischen Elemente, die in den Farbpigmenten enthalten sind, schwach radioaktiv werden. Die charakteristischen Neutronenaktivierungen der verschiedenen Elemente sind in der Karlsruher Nuklidkarte verzeichnet. Im Durchschnitt werden vier von einer Billion (1012) Atomkernen umgewandelt. Nach Ende der Neutronenbestrahlung senden diese radioaktiven Atomkerne α- und β-Strahlung aus, die mit einem empfindlichen Röntgenfilm nachweisbar ist.
Die Intensität und Halbwertszeit des radioaktiven Zerfalls hängt von den in den Farbpigmenten enthaltenen chemischen Elementen ab. Durch Auflegen von Röntgenfilmen in bestimmten, von den Halbwertszeiten der Atomkerne abhängigen Intervallen, kann die Verteilung der entsprechenden Elemente in den Farbpigmenten abgebildet werden. Aus den nacheinander auf das Gemälde aufgelegten Filmen und der gleichzeitig stattfindenden Energiemessung der γ-Strahlung kann durch einen Vergleich mit Röntgenaufnahmen, Infrarotaufnahmen und der mikroskopischen Untersuchung der Bildfläche von Fachleuten auf die Farbschichten geschlossen werden. Die Analyse der emittierten γ-Strahlung ermöglicht dann die Identifizierung der strahlenden Elemente und somit auch der Pigmente.
| Filmauflage | Auflagezeit nach Ende der Aktivierung | Auf den Filmen nachweisbare Elemente   |
| ----------- | ------------------------------------- | -------------------------------------- |
| 1. Film     | 30 Min. bis 2,5 Std.                  | Mangan                                 |
| 2. Film     | 1 Tag bis 2 Tage                      | Kupfer, Natrium, Kalium                |
| 3. Film     | 2,5 Tage bis 6 Tage                   | Arsen, Antimon                         |
| 4. Film     | 9 Tage bis 40 Tage                    | Phosphor, Quecksilber, Antimon, Kobalt |

Mangan ist beispielsweise in Umbra und dunklem Ocker enthalten, Kupfer in Malachit, Azurit und Grünspan. Arsen befindet sich unter anderem in Smalte und Quecksilber in Zinnober.
In Kooperation mit dem Helmholtz-Zentrum Berlin für Materialien und Energie, vormals Hahn-Meitner-Institut Berlin, ist es der Berliner Gemäldegalerie seit 1985 nach eigenen Angaben als einzigem Museum weltweit möglich, mit der Neutronenautoradiografie ihren vollständigen Bestand an Rembrandt-Bildern zu untersuchen. Die Ergebnisse sind der Rembrandt Database des Rembrandt Research Project in Den Haag zur Verfügung gestellt worden.
Der Mann mit dem Goldhelm konnte mit dieser neuen naturwissenschaftlichen Methode als nicht von Rembrandt stammend, jedoch dessen Umkreis oder einem Zeitgenossen zugeordnet werden.